# حيرام بارنز
حيرام بارنز (بالإنجليزية: Hiram Barnes)‏ هو شخصية أعمال أسترالي، ولد في 19 أكتوبر 1832، وتوفي في 24 أبريل 1917.